# جيمي ميلز
جيمي ميلز (بالإنجليزية: Jimmy Mills)‏ (1 يوليو 1894 بدندي في المملكة المتحدة - 8 أكتوبر 1990 بسيبرينغ في الولايات المتحدة) هو مدرب كرة قدم ولاعب كرة قدم بريطاني (وحمل سابقاً جنسية المملكة المتحدة لبريطانيا العظمى وأيرلندا) في مركز نصف الجناح. لعب مع نادي كلايد وفايل أوف ليفن ‏ وBathgate F.C. ‏ وPhiladelphia Field Club ‏ وKirkintilloch Rob Roy F.C. ‏ وGlasgow United F.C. ‏.

## وصلات خارجية
- جيمي ميلز على موقع أوليمبيديا (الإنجليزية)